# Mario's Picross
Mario's Picross (マリオのピクロス, Mario no Pikurosu en japonais) est un jeu vidéo de puzzle développé par Jupiter et édité par Nintendo, sorti en 1995 sur Game Boy. Il reprend le principe du picross, jeu de chiffres sur grille.

## Système de jeu
Les règles sont celles du picross avec des pénalités en cas d'erreurs. Le joueur dispose de 30 minutes pour réussir une grille. Si le temps tombe à zéro notamment à cause des pénalités, il a un Game Over. Une ligne horizontale et une ligne verticale peuvent être dévoilées pour aider le joueur.
Le jeu propose trois fois 64 grilles de picross, réparties sur trois niveaux de difficultés.